# António dos Reis

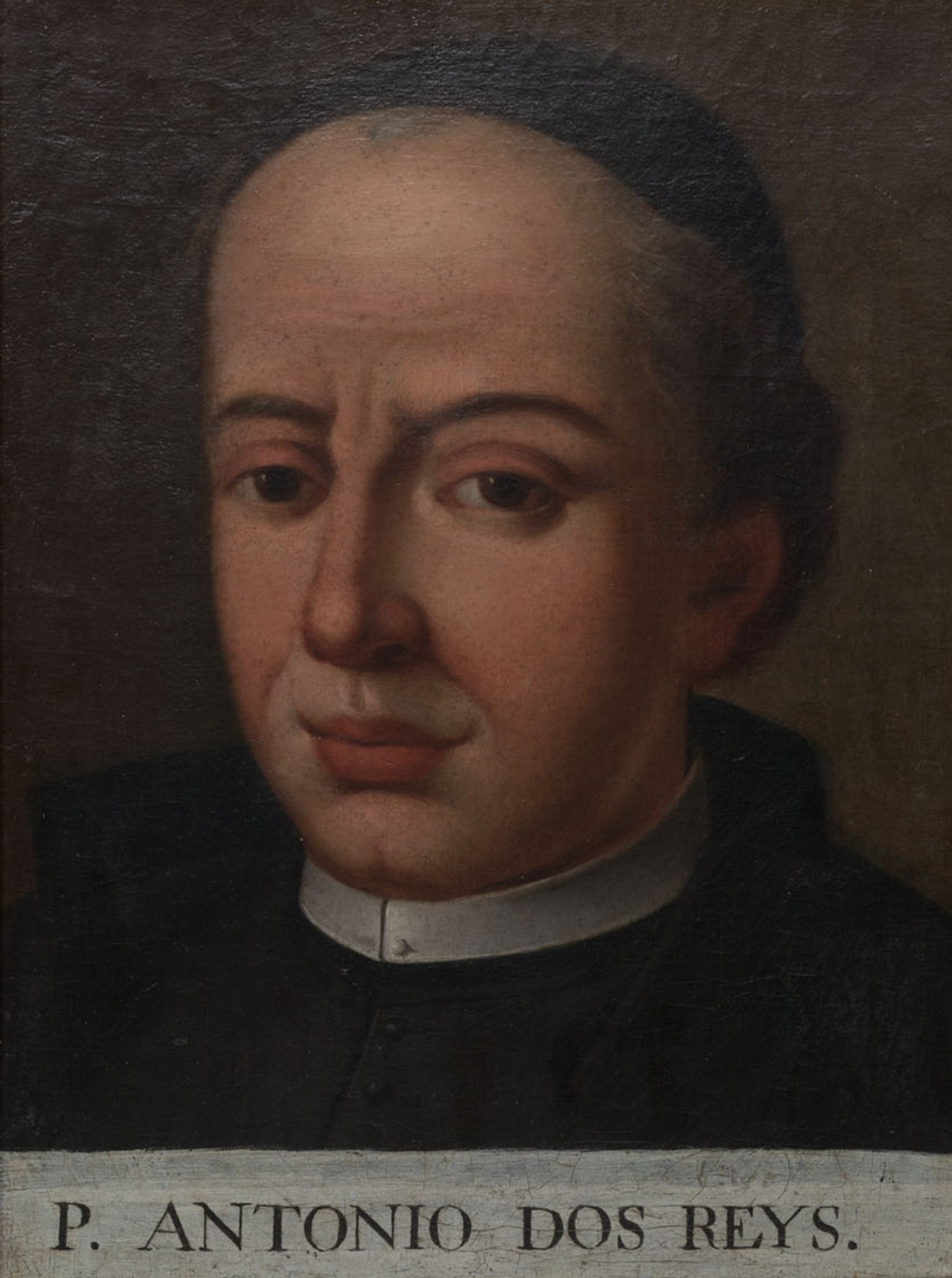
Pe. António dos Reis

António dos Reis (Pernes, 23 de Setembro de 1690 —- Lisboa, 19 de Maio de 1738) foi um clérigo da Congregação do Oratório, poeta e historiador, conselheiro do rei D. João V de Portugal e um dos sócios fundadores da Academia Real da História Portuguesa. Estudioso da língua latina e da retórica, foi um dos compiladores do Corpus Illustrium Poetarum Lusitanorum, relicário dos poetas portugueses que escreveram em latim. Foi irmão do também clérigo e intelectual, padre Luís Cardoso.

## Biografia
Nascido em Pernes, ingressou cedo na Congregação do Oratório de São Filipe de Neri de Lisboa (Congregationis Oratorii S. Philippi Nerii Lisbonensis) na qual foi ordenado presbítero e em cujo convento foi professor, cabendo-lhe a função de Mestre de Teologia Moral da Congregação do Oratório São Filipe Nery em Lisboa.
Com uma cultura invulgar, falava, além do latim, grego, espanhol, italiano, francês e inglês e foi um dos mais profícuos estudiosos do latim do seu tempo e investigador da história da literatura portuguesa. Estes dotes fizeram do Padre António dos Reis uma das maiores figuras literárias do século XVIII português, dedicando-se à poesia, à antologia e à historia da literatura portuguesa.
Para além do seu labor como historiador, era poeta de grande mérito e pregador de nomeada. Integrou o grupo dos sócios fundadores da Academia Real da História Portuguesa, tendo sido nomeado pelo rei D. João V de Portugal, de quem era conselheiro, por carta régia datada de 6 de Junho de 1726 para o cargo de Historiógrafo Latino do Reino e censor da Academia Real (Regio Historico-Latino Portugalliae & Regiae Academiae Censore).
O padre António dos Reis deixou uma vasta obra publicada, com destaque para a introdução poética (91 oitavas) à Fénix Renascida (1716), Epigramas Latinos (5 livros; 1728) e a antologia poética Corpus Illustrium Poetarum Lusitanorum (8 volumes; 1745), esta última obra interrompida pelo seu falecimento, mas continuada pelo padre Manuel Monteiro. Ficaram inéditos vários volumes de sermões e uma Colecção dos mais insignes poetas portugueses.
Após o seu falecimento, o académico teatino D. José Barbosa, leu perante o rei D. João V e a Corte um extenso Elogio, que depois foi publicado em sua honra, onde se afirma  ... acabou no Reverendo padre António dos Reis o que era mortal, vive o que não pode morrer....

## Obras
- Corpus Illustrium Poetarum Lusitanorum qui Latine scripserunt, nunc primum in lucem editum ab [...], nonnulisque poetarum uitis auctum ab Emanuele Monteiro, [...], Lisbonae, Typis Regalibus Sylvianis, Regiaeque Academiae, 1745-1748 (8 tomos).